# Rubio Rubin
Rubio Rubin né le 1er mars 1996 à Beaverton en Oregon, est un footballeur international guatémaltèque. Il joue au poste d'attaquant au Charleston Battery. Il possède aussi la citoyenneté américaine.

## Biographie
Avec la sélection américaine, il participe à la Coupe du monde des moins de 20 ans 2015 organisée en Nouvelle-Zélande. Lors de la compétition, il joue cinq rencontres, en étant éliminé par la Serbie lors des quarts de finale. Il inscrit un doublé face à la Nouvelle-Zélande lors de la phase de poules.